# Coupe d'Angleterre de football 2011-2012
Navigation
Coupe d'Angleterre de football 2010-2011 Coupe d'Angleterre de football 2012-2013
La Coupe d'Angleterre de football 2011-2012 est la 131e édition de la Coupe d'Angleterre de football.
La compétition débute le 20 août 2011 avec le tour extra-préliminaire et se termine le 5 mai 2012 avec la finale à Wembley.

## Calendrier de l'épreuve
| Tour                                       | Date des premiers matchs                   | Rencontres                                 | Rencontres                                 | Clubs       |
| Tour                                       | Date des premiers matchs                   | Joués                                      | Rejoués                                    | Clubs       |
| ------------------------------------------ | ------------------------------------------ | ------------------------------------------ | ------------------------------------------ | ----------- |
| entrée en lice des clubs de niveau 9 et 10 | entrée en lice des clubs de niveau 9 et 10 | entrée en lice des clubs de niveau 9 et 10 | entrée en lice des clubs de niveau 9 et 10 | +408        |
| Tour extra-préliminaire                    | 20 août 2011                               | 408                                        | 34                                         | 408 → 204   |
| entrée en lice des clubs de niveau 8       | entrée en lice des clubs de niveau 8       | entrée en lice des clubs de niveau 8       | entrée en lice des clubs de niveau 8       | +130 (=334) |
| Tour préliminaire                          | 3 septembre 2011                           | 167                                        | 45                                         | 334 → 167   |
| entrée en lice des clubs de niveau 7       | entrée en lice des clubs de niveau 7       | entrée en lice des clubs de niveau 7       | entrée en lice des clubs de niveau 7       | +65 (=232)  |
| Premier tour de qualification              | 17 septembre 2011                          | 116                                        | 20                                         | 232 → 116   |
| entrée en lice des clubs de niveau 6       | entrée en lice des clubs de niveau 6       | entrée en lice des clubs de niveau 6       | entrée en lice des clubs de niveau 6       | +44 (=160)  |
| Deuxième tour de qualification             | 1er octobre 2011                           | 80                                         | 19                                         | 160 → 80    |
| Troisième tour de qualification            | 15 octobre 2011                            | 40                                         | 5                                          | 80 → 40     |
| entrée en lice des clubs de niveau 5       | entrée en lice des clubs de niveau 5       | entrée en lice des clubs de niveau 5       | entrée en lice des clubs de niveau 5       | +24 (=64)   |
| Quatrième tour de qualification            | 29 octobre 2011                            | 32                                         | 7                                          | 64 → 32     |
| entrée en lice des clubs de niveau 4 et 3  | entrée en lice des clubs de niveau 4 et 3  | entrée en lice des clubs de niveau 4 et 3  | entrée en lice des clubs de niveau 4 et 3  | +48 (=80)   |
| Premier tour                               | 12 novembre 2011                           | 40                                         | 11                                         | 80 → 40     |
| Deuxième tour                              | 3 décembre 2011                            | 20                                         | 5                                          | 40 → 20     |
| entrée en lice des clubs de niveau 2 et 1  | entrée en lice des clubs de niveau 2 et 1  | entrée en lice des clubs de niveau 2 et 1  | entrée en lice des clubs de niveau 2 et 1  | +44 (=64)   |
| Troisième tour                             | 7 janvier 2012                             | 32                                         | 6                                          | 64 → 32     |
| Quatrième tour                             | 28 janvier 2012                            | 16                                         | 3                                          | 32 → 16     |
| Cinquième tour                             | 18 février 2012                            | 8                                          | 2                                          | 16 → 8      |
| Quarts de finale                           | 17-18 mars 2012                            | 4                                          | 1                                          | 8 → 4       |
| Demi-finales                               | 14-15 avril 2012                           | 2                                          | -                                          | 4 → 2       |
| Finale                                     | 5 mai 2012                                 | 1                                          | -                                          | 2 → 1       |

## Quatrième tour
| 27 janvier 2012 | Watford | 0 - 1   | Tottenham Hotspur |                         |                         |
| 20.45 h         |         | (0 - 1) | 42e van der Vaart | Vicarage Road (Watford) | Vicarage Road (Watford) |

| 27 janvier 2012 | Everton                          | 2 - 1   | Fulham            |                           |                           |
| 21 h            | Stracqualursi 27e · Fellaini 73e | (1 - 1) | 14e (pen.) Murphy | Goodison Park (Liverpool) | Goodison Park (Liverpool) |

| 28 janvier 2012 | Liverpool            | 2 - 1   | Manchester United |                     |                     |
| 13.45 h         | Agger 21e · Kuyt 88e | (1 - 1) | 39e Park          | Anfield (Liverpool) | Anfield (Liverpool) |

| 28 janvier 2012 | Blackpool           | 1 - 1  | Sheffield Wednesday |                             |                             |
| 16 h            | Phillips 90e (pen.) | (0 -0) | 52e Morrison        | Bloomfield Road (Blackpool) | Bloomfield Road (Blackpool) |

| 28 janvier 2012 | Millwall      | 1 - 1   | Southampton |                   |                   |
| 16 h            | Henderson 86e | (0 - 1) | 31e Lambert | The Den (Londres) | The Den (Londres) |

| 28 janvier 2012 | Derby County | 0 - 2   | Stoke City           |                            |                            |
| 16 h            |              | (0 - 1) | 5e Jerome · 81e Huth | Pride Park Stadium (Derby) | Pride Park Stadium (Derby) |

| 28 janvier 2012 | Hull City | 0 - 1   | Crawley Town |                                 |                                 |
| 16 h            |           | (0 - 0) | 57e Tubbs    | KC Stadium (Kingston-upon-Hull) | KC Stadium (Kingston-upon-Hull) |

| 28 janvier 2012 | Bolton Wanderers         | 2 - 1   | Swansea City |                         |                         |
| 16 h            | Pratley 45e · Eagles 56e | (1 - 1) | 43e Moore    | Reebok Stadium (Bolton) | Reebok Stadium (Bolton) |

| 28 janvier 2012 | Queens Park Rangers | 0 - 1   | Chelsea         |                       |                       |
| 16 h            |                     | (0 - 0) | 62e (pen.) Mata | Loftus Road (Londres) | Loftus Road (Londres) |

| 28 janvier 2012 | Leicester City  | 2 - 0   | Swindon Town |                                |                                |
| 16 h            | Beckford 4e 53e | (1 - 0) |              | King Power Stadium (Leicester) | King Power Stadium (Leicester) |

| 28 janvier 2012 | Sheffield United | 0 - 4   | Birmingham City                            |                          |                          |
| 16 h            |                  | (0 - 2) | 18e Redmond · 38e 83e Rooney · 58e Elliott | Bramall Lane (Sheffield) | Bramall Lane (Sheffield) |

| 28 janvier 2012 | Stevenage         | 1 - 0   | Notts County |                           |                           |
| 16 h            | Stewart 12e (csc) | (1 - 0) |              | Broadhall Way (Stevenage) | Broadhall Way (Stevenage) |

| 28 janvier 2012 | West Bromwich Albion | 1 - 2   | Norwich City           |                               |                               |
| 16 h            | Fortuné 54e          | (0 - 1) | 35e Holt · 85e Jackson | The Hawthorns (West Bromwich) | The Hawthorns (West Bromwich) |

| 28 janvier 2012 | Brighton & Hove Albion | 1 - 0   | Newcastle United |                           |                           |
| 18.15 h         | Williamson 77e (csc)   | (0 - 0) |                  | Falmer Stadium (Brighton) | Falmer Stadium (Brighton) |

| 29 janvier 2012 | Sunderland   | 1 - 1   | Middlesbrough |                               |                               |
| 14.3 h          | Campbell 58e | (0 - 1) | 16e Robson    | Stadium of Light (Sunderland) | Stadium of Light (Sunderland) |

| 29 janvier 2012 | Arsenal                                        | 3 - 2   | Aston Villa            |                            |                            |
| 17 h            | van Persie 54e (pen.) 61e (pen.) · Walcott 57e | (0 - 2) | 33e Dunne · 45+1e Bent | Emirates Stadium (Londres) | Emirates Stadium (Londres) |

### Matchs rejoués
| 7 février 2012 | Southampton               | 2 - 3   | Millwall                                 |                                 |                                 |
|                | Lallana 35e · Lambert 77e | (1 - 1) | 17e Trotter · 79e N'Guessan · 90e Feeney | St Mary's Stadium (Southampton) | St Mary's Stadium (Southampton) |

| 7 février 2012 | Sheffield Wednesday | 0 - 3   | Blackpool                                |                          |                          |
|                |                     | (0 - 2) | 7e Phillips · 14e LuaLua · 54e Sylvestre | Hillsborough (Sheffield) | Hillsborough (Sheffield) |

| 8 février 2012 | Middlesbrough  | 1 - 2 ap | Sunderland                   |                                   |                                   |
|                | Jutkiewicz 57e | (0 - 1)  | 42e Colback · 113e Sessègnon | Riverside Stadium (Middlesbrough) | Riverside Stadium (Middlesbrough) |

## Cinquième tour
| 19 février 2012 | Liverpool                                                                            | 6 - 1   | Brighton & Hove Albion |                                                |                                                |
| 17h30           | Škrtel 5e · Bridcutt 44e (csc) 71e (csc) · Carroll 57e · Dunk 75e (csc) · Suárez 85e | (2 - 1) | 17e LuaLua             | Anfield (Liverpool) Arbitrage : Andre Marriner | Anfield (Liverpool) Arbitrage : Andre Marriner |

| 18 février 2012 | Everton                        | 2 - 0   | Blackpool |                                                      |                                                      |
| 16h00           | Drenthe 1re · Stracqualursi 7e | (2 - 0) |           | Goodison Park (Liverpool) Arbitrage : Michael Oliver | Goodison Park (Liverpool) Arbitrage : Michael Oliver |

| 18 février 2012 | Chelsea       | 1 - 1   | Birmingham City |                                                       |                                                       |
| 13h30           | Sturridge 62e | (0 - 1) | 20e Murphy      | Stamford Bridge (Londres) Arbitrage : Martin Atkinson | Stamford Bridge (Londres) Arbitrage : Martin Atkinson |

| 19 février 2012 | Crawley Town | 0 - 2   | Stoke City                      |                                                     |                                                     |
| 13h00           |              | (0 - 1) | 42e (pen.) Walters · 52e Crouch | Broadfield Stadium (Crawley) Arbitrage : Mike Jones | Broadfield Stadium (Crawley) Arbitrage : Mike Jones |

| 19 février 2012 | Stevenage | 0 - 0   | Tottenham Hotspur |                                                 |                                                 |
| 15h00           |           | (0 - 0) |                   | Broadhall Way (Stevenage) Arbitrage : Phil Dowd | Broadhall Way (Stevenage) Arbitrage : Phil Dowd |

| 18 février 2012 | Norwich City | 1 - 2   | Leicester City            |                                             |                                             |
| 16h00           | Hoolahan 23e | (1 - 1) | 5e St Ledger · 72e Nugent | Carrow Road (Norwich) Arbitrage : Mike Dean | Carrow Road (Norwich) Arbitrage : Mike Dean |

| 18 février 2012 | Sunderland                                    | 2 - 0   | Arsenal |                               |                               |
| 18h15           | Richardson 40e · Oxlade-Chamberlain 73e (csc) | (1 - 0) |         | Stadium of Light (Sunderland) | Stadium of Light (Sunderland) |

| 18 février 2012 | Millwall | 0 - 2   | Bolton Wanderers       |                                            |                                            |
| 16h00           |          | (0 - 1) | 4e Miyaichi · 59e Ngog | The Den (Londres) Arbitrage : Kevin Friend | The Den (Londres) Arbitrage : Kevin Friend |

### Matchs rejoués
| 6 mars 2012 | Birmingham City | 0 - 2   | Chelsea                 |                          |                          |
|             |                 | (0 - 0) | Mata 54e · Meireles 60e | St Andrew's (Birmingham) | St Andrew's (Birmingham) |

| 7 mars 2012 | Tottenham Hotspur                   | 3 - 1   | Stevenage       |                           |                           |
|             | Defoe 26e 75e · Adebayor 55e (pen.) | (1 - 1) | 4e (pen.) Byrom | White Hart Lane (Londres) | White Hart Lane (Londres) |

## Quarts de finale
| 18 mars 2012 | Liverpool                | 2 - 1   | Stoke City |                                              |                                              |
|              | Suárez 23e · Downing 57e | (1 - 1) | 27e Crouch | Anfield (Liverpool) Arbitrage : Kevin Friend | Anfield (Liverpool) Arbitrage : Kevin Friend |

| 18 mars 2012 | Chelsea                                                | 5 - 2   | Leicester City              |                                                   |                                                   |
|              | Cahill 12e · Kalou 18e · Torres 67e 85e · Meireles 90e | (2 - 0) | 77e Beckford · 89e Marshall | Stamford Bridge (Londres) Arbitrage : Lee Probert | Stamford Bridge (Londres) Arbitrage : Lee Probert |

| 27 mars 2012 | Tottenham Hotspur                | 3 - 1   | Bolton Wanderers |                                                   |                                                   |
|              | Nelsen 74e · Bale 77e · Saha 90e | (0 - 0) | 89e Davies       | White Hart Lane (Londres) Arbitrage : Howard Webb | White Hart Lane (Londres) Arbitrage : Howard Webb |

| 17 mars 2012 | Everton    | 1 - 1   | Sunderland   |                                                                           |                                                                           |
| 12h45        | Cahill 23e | (1 - 1) | 12e Bardsley | Goodison Park (Liverpool) Spectateurs : 38 875 Arbitrage : Andre Marriner | Goodison Park (Liverpool) Spectateurs : 38 875 Arbitrage : Andre Marriner |

### Matchs rejoués
| 27 mars 2012 | Sunderland | 0 - 2   | Everton                         |                                                       |                                                       |
|              |            | (0 - 1) | 24e Jelavić · 57e (csc) Vaughan | Stadium of Light (Sunderland) Arbitrage : Lee Probert | Stadium of Light (Sunderland) Arbitrage : Lee Probert |

## Demi-finales
| 14 avril 2012 | Liverpool                | 2 - 1   | Everton     |                                                                        |                                                                        |
|               | Suárez 62e · Carroll 87e | (0 - 1) | 23e Jelavić | Wembley Stadium (Londres) Spectateurs : 87 231 Arbitrage : Howard Webb | Wembley Stadium (Londres) Spectateurs : 87 231 Arbitrage : Howard Webb |

| 15 avril 2012 | Tottenham Hotspur | 1 - 5   | Chelsea                                                           |                                                                            |                                                                            |
|               | Bale 56e          | (0 - 1) | 43e Drogba · 49e Mata · 77e Ramires · 81e Lampard · 90+4e Malouda | Wembley Stadium (Londres) Spectateurs : 85 000 Arbitrage : Martin Aktinson | Wembley Stadium (Londres) Spectateurs : 85 000 Arbitrage : Martin Aktinson |

## Finale
| Finale                  | Chelsea                  | 2 - 1   | Liverpool   | Wembley Stadium, Londres |                       |
| Samedi 5 mai 2012 (GMT) | Ramires 11e · Drogba 52e | (1 - 0) | 64e Carroll | Arbitrage : Phil Dowd    | Arbitrage : Phil Dowd |